# Humberville
Humberville település Franciaországban, Haute-Marne megyében. Lakosainak száma 58 fő (2022. január 1.). Humberville Manois, Orquevaux, Reynel és Saint-Blin községekkel határos.

## Népesség
A település népességének változása:
| Lakosok száma | 82   | 84   | 75   | 61   | 73   | 74   | 67   | 62   | 61   | 58   |
|               | 1968 | 1982 | 1990 | 2006 | 2013 | 2015 | 2017 | 2019 | 2020 | 2022 |